# 2006년 동계 올림픽 피겨스케이팅
2006년 동계 올림픽의 피겨스케이팅은 2006년 2월 11일 ~ 2월 24일 이탈리아 토리노의 팔라벨라에서 열렸다.

## 세부 종목
- 남자 싱글
- 여자 싱글
- 페어
- 아이스댄싱

| 종목              | 금                                          | 금     | 은                                  | 은     | 동                                            | 동     |
| ----------------- | ------------------------------------------- | ------ | ----------------------------------- | ------ | --------------------------------------------- | ------ |
| 남자 싱글 자세히  | 예브게니 플루셴코 · 러시아                  | 258.33 | 스테판 랑비엘 · 스위스              | 231.21 | 제프리 버틀 · 캐나다                          | 227.59 |
| 여자 싱글 자세히  | 아라카와 시즈카 · 일본                      | 191.34 | 사샤 코헨 · 미국                    | 183.36 | 이리나 슬루츠카야 · 러시아                    | 181.44 |
| 페어 자세히       | 타티아나 토트미아니나, 막심 마리닌 · 러시아 | 204.48 | 장단, 장하오 · 중화인민공화국       | 189.73 | 선쉐, 자오홍보 · 중화인민공화국               | 186.91 |
| 아이스댄싱 자세히 | 타티아나 나브카, 로만 코스토마로프 · 러시아 | 200.64 | 타니스 벨빈, 벤자민 아고스토 · 미국 | 196.06 | 엘레나 그루시나, 루슬란 곤차로프 · 우크라이나 | 195.85 |

## 참가국
| - 아르메니아 (2) - 오스트레일리아 (1) - 오스트리아 (1) - 아제르바이잔 (2) - 벨기에 (1) - 벨라루스 (1) - 불가리아 (5) - 캐나다 (13) - 중화인민공화국 (9) - 크로아티아 (1) - 체코 (1) - 에스토니아 (3) - 핀란드 (2) - 프랑스 (8) - 조지아 (2) - 독일 (5) - 영국 (2) - 헝가리 (5) | - 이스라엘 (4) - 이탈리아 (7) - 일본 (6) - 리투아니아 (2) - 룩셈부르크 (1) - 폴란드 (4) - 조선민주주의인민공화국 (4) - 루마니아 (2) - 러시아 (16) - 세르비아 몬테네그로 (1) - 슬로베니아 (1) - 스웨덴 (1) - 스위스 (3) - 튀르키예 (1) - 우크라이나 (11) - 미국 (16) - 우즈베키스탄 (3) |